# Бори, Кароль
Ка́роль Бо́ри (венг. Borhy Károly, 23 июня 1912, Будапешт — 9 января 1997, Лученец, Банска-Бистрицкий край) — венгерский и чехословацкий футболист, игравший на позиции полузащитника. По завершении карьеры — футбольный тренер. Руководил сборной Чехословакии на чемпионате мира 1954 года.

## Игровая карьера
В 1928 году Кароль Бори дебютировал в профессиональном футболе в венгерском клубе «Будафок», где выступал в течение 7 следующих лет. В дальнейшем играл за венгерские клубы «Будатетнь», «Лоден», «Эржебет» и «Гамма». Завершил свою карьеру в клубе «Мюдьэтеми» в 1943 году.

## Тренерская карьера
Ещё до завершения карьеры Кароль начал работать в клубе «Лоден» в качестве играющего тренера в 1941—1943 годах. Начал тренерскую карьеру в 1943 году в Венгрии в клубе «Лошонцапатфальва», а в 1946 году тренировал клуб «Будафок». Летом того же года переехал в возрождённую Чехословакию и возглавил клуб «Текстиль» (Опатова).
Прорыв в карьере Бори произошёл в 1953 году, когда он возглавил тренерский штаб национальной сборной Чехословакии. Под его руководством сборная сыграла 10 матчей, четыре из которых выиграла, два сыграла вничью и четыре проиграла. Тренировал сборную на чемпионате мира 1954 года в Швейцарии, где чехословаки не сумели набрать ни одного очка, всухую проиграв сборным Уругвая (0:2) и Австрии (0:5).
В 1958 году стал главным тренером команды «Искра» (Братислава), тренировал команду из Братиславы два года и сумел привести её к званию чемпиона Чехословакии в 1959 году. Впоследствии в течение 1961—1962 годов возглавлял тренерский штаб клуба «Слован». Выиграл с командой кубок Чехословакии в 1962 году. Также работал в Кувейте.
Последним местом тренерской работы был клуб «Единство» (Тренчин), главным тренером которого Кароль Бори был с 1962 по 1965 год, а затем с 1969 по 1970 год.
Умер 9 января 1997 года на 85-м году жизни в городе Лученец. В его честь в Тренчине проходит футзальный турнир «Мемориал Карола Бори».

## Достижения
«Искра» (Братислава)
- Чемпион Чехословакии: 1958/1959

«Слован»
- Обладатель Кубка Чехословакии: 1961/1962